# Kommissarie Wexford
Kommissarie Wexford är en deckarserie skapad av den brittiska deckarförfattaren Ruth Rendell. 
Den första boken i serien, Vem var Doon?, skrevs 1967 och den senaste, No Man's Nightingale, skrevs 2013. Flera av böckerna har även blivit film med George Baker i huvudrollen. Kommissarie Wexford har under åren förvandlats från en tuff och fyrkantig individ till en utvecklad karaktär; vänlig, klok, tolerant och ganska radikal i sin samhällssyn.[källa behövs] Hans närmaste man är kriminalinspektören Mike Burden (spelad av Christopher Ravenscroft).